# Мартлет
Мартлет (англ. martlet) — стилізований птах, що зовнішнім видом нагадує ластівку або серпокрильця без ніг та використовується як геральдичний елемент.
Відсутність ніг часто розглядається як неможливість птаха приземлитися, що, зокрема, символізує постійне прагнення до знань та навчання, через що птах входить до гербів коледжів Юніверсіті та Ворчестер Оксфордського університету, коледжу Пемброук Кембрідського університету (Британія), університету Мак-Гілл (Канада, жіночі команди цього університету називаються «Мак-Гілл Мартлетс»), Хьюстонського університету (США), Вестмінстерської школи (Сімсбуррі, Коннектикут, США) і Університету Вікторії (Канада, студентська газета університету також називається «Мартлет»).

Герб короля Річарда II

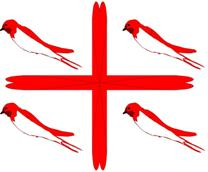
Герб родини Берд

Герб міста Дандолк

З іншого боку, неможливість приземлитися є причиною того, що цей птах є ознакою гербів четвертих синів у англійській геральдиці: перший син зазвичай отримував земельні володіння, другий та третій поступали служити армії та церкві, а четвертий не мав чітко визначеного місця. Таким чином четвертий син зазвичай не отримував нічого з родинного багатства та був змушений заробляти власноруч, не маючи місця для притулку, саме це й символізував безногий мартлет.
Також, століття після смерті Едуарда Сповідника, п'ять золотих мартлетів було розміщено на його гербі. Річард II об'єднав цей герб з гербом Плантагенетів, що пізніше став основою герба Вестмінстерського абатства.
Герб валлійського графа Пемброук був оточений мартлетами, через що цей птах пізніше потрапив на герб коледжу Пемброук Кембріджського університету.
У французькій геральдиці мартлет часто позначав ім'я Арундель (Arundel), через співзвучність з цим ім'ям слова, що позначає ластівку — hirondelle.
Шість мартлетів також присутні на гербі англійського графства Суссекс, що позначають шість традиційних «рейпів», адміністративних підрозділів графства. Шість мартлетів також присутні на гербі ірландського міста Дандолк. Ці птахи та смуга, що розділяє їх, отримані від родини Томаса де Фурнівала, що володів більшою частиною землі міста та його околиць. Три з цих мартлетів формують емблему футбольного клубу міста, «Дандолк».